# Неа Саламіна Фамагуста (футбольний клуб)
Неа Саламіна Фамагуста (грец. Νέα Σαλαμίς Αμμοχώστου) — кіпрський професійний футбольний клуб, заснований 1948 року. До 1974 року розташовувався у Фамагусті. Після Турецького вторгнення на Кіпр, в результаті якого це місто було окуповане турецькими військами, клуб перебазувався до Ларнаки. Названий на честь стародавнього грецького міста Саламіс (грец. Σαλαμίς) поблизу сучасної Фамагусти.
Найбільшими турнірними досягненнями «Неа Саламіна» були перемоги в розіграшах Кубку Кіпру та Суперкубку Кіпру у 1990 році. Найвищим досягненням у чемпіонаті Кіпру було третє місце. Протягом перших років існування (1948–1953) команда змагалась у аматорському чемпіонаті Кіпру. 1953 року клуб приєднався до Кіпрської федерації футболу та розпочав виступи у чемпіонатах та розіграшах кубків, що проводяться під її егідою. Клуб брав участь у понад 50 чемпіонатах Кіпру, займаючи за цим показником сьоме місце серед клубів країни.
Команда дебютувала у єврокубках 1990 року (Кубок володарів кубків). Згодом брала участь у трьох розіграшах Кубка Інтертото — 1995, 1997 та 2000 років. 
Футбольна команда є частиною спортивного клубу «Неа Саламіна Фамагуста», в структурі якого також є чоловіча волейбольна команда.

## Виступи в єврокубках
| Сезон   | Змагання               | Раунд   | Клуб                | Вдома | На виїзді | Підсумок  |
| ------- | ---------------------- | ------- | ------------------- | ----- | --------- | --------- |
| 1990–91 | Кубок володарів кубків | 1Р      | Абердин             | 0–2   | 0–3       |           |
| 1995    | Кубок Інтертото        | Група 7 | ОФІ                 | ---   | 1–2       | 3-є місце |
| 1995    | Кубок Інтертото        | Група 7 | Тервіс              | 2–0   | ---       | 3-є місце |
| 1995    | Кубок Інтертото        | Група 7 | Будучност Подгориця | ---   | 1–1       | 3-є місце |
| 1995    | Кубок Інтертото        | Група 7 | Баєр 04             | 0–2   | ---       | 3-є місце |
| 1997    | Кубок Інтертото        | Група 3 | Лозанна             | ---   | 1–4       | 4-е місце |
| 1997    | Кубок Інтертото        | Група 3 | Ардс                | 4–1   | ---       | 4-е місце |
| 1997    | Кубок Інтертото        | Група 3 | Антверпен           | ---   | 0–4       | 4-е місце |
| 1997    | Кубок Інтертото        | Група 3 | Осер                | 1–10  | ---       | 4-е місце |
| 2000    | Кубок Інтертото        | 1Р      | Влазнія Шкодер      | 4–1   | 2–1       |           |
| 2000    | Кубок Інтертото        | 2Р      | Аустрія Відень      | 1–0   | 0–3       |           |